# Aholouyèmè
Aholouyèmè est un arrondissement situé dans la commune de Sèmè-Kpodji, du département de l' Ouémé au Bénin. 

## Géographie

### Administration
Il est constitué 7 villages et quartiers que sont:
1. Kétonou
2. Dénou
3. Agonsagbo
4. Djèho
5. Goho
6. Torri Agonsa
7. Aholouyèmè[1].

## Population et société

### Démographie
Selon le recensement général de la population de l'habitat de 2013 conduit par l'Institut national de la statistique et de l'analyse économique (INSAE),l'arrondissement de Aholouyèmè à une population de 13218.
| Indicateurs          | 2013  |
| -------------------- | ----- |
| Nombre de ménages    | 2822  |
| Population féminine  | 6602  |
| Population masculine | 6616  |
| Population totale    | 13218 |